# فرخنده پشت‌آبی
فرخنده پشت‌آبی (نام علمی: Cyanicterus cyanicterus) یک گونه از پرندگان آمریکای جنوبی از تیرهٔ فرخندگان (Thraupidae) و تنها عضو از سردهٔ Cyanicterus است.
در برزیل، گویان فرانسه، گویان، سورینام و ونزوئلا یافت می‌شود. زیستگاه طبیعی آن جنگلهای جلگه‌ای نمناک نیمه‌گرمسیری یا گرمسیری است.